# Meagan Tandy
Meagan Yvonne Tandy (Fremont, 3 de maio de 1985) é uma atriz e modelo americana, conhecida por ser ex-Miss Califórnia USA e por ter dado vida as personagens Lulu Pope em "Jane by Design", Braeden em "Teen Wolf", Allison Pierce em "Survivor's Remorse", e a agente Sophie Moore na série "Batwoman", da The CW.

## Vida e carreira de Miss
Meagan Tandy nasceu em 3 de maio de 1985 na cidade de Fremont, Califórnia, porém foi criada em Fontana e formou-se na Etiwanda High School em Rancho Cucamonga. Ela foi aluna do Chaffey College e foi a primeira aluna desta escola a ganhar o título de Miss Califórnia USA.
Tandy estudou negócios e produção de filmes no Chaffey College por dois anos, onde teve que produzir, criar e editar vários comerciais e projetos de curtas-metragens para a turma. Em dezembro de 2003, enquanto estava lá, Meagan conseguiu um emprego como substituta para o casamento de Trista e Ryan na primeira temporada de The Bachelorette. Embora fosse uma fã do show, ela disse que ser substituta para o casamento Live foi uma experiência "terrível" e nunca mais funcionou como substituta desde então. Depois de receber diplomas de associado em Chaffey, Tandy frequentou a Cal Poly Pomona, onde trabalhou em gestão de negócios e marketing.
Meagan ganhou o título de Miss California USA em um concurso estadual realizado em San Rafael, Califórnia, em 15 de outubro de 2006. Foi sua segunda tentativa de conquistar o título, pois foi a quarta vice-campeã de Tamiko Nash no ano anterior. Tandy também ganhou o prêmio de Melhor Maiô no concurso Miss California USA de 2007. Meagan competiu no concurso Miss USA 2007, ficando em terceiro lugar. Seu vestido da noite foi criado por Nick Verreos, participante da segunda temporada de Project Runway. Ela foi apenas a quarta afro-americana Miss California USA e a primeira afro-americana a suceder outro detentor de títulos afro-americanos.

## Carreira no entretenimento
Meagan é membro da Screen Actors Guild. Ela filmou vários comerciais de televisão para campanhas nacionais, incluindo Wendy's, Boost Mobile e um comercial do Super Bowl para a Pepsi Max. Tandy também apareceu em uma promoção da animação Shrek the Third de 2007 e teve seu primeiro papel no filme Unstoppable de 2010, aparecendo brevemente como garçonete do Hooters, que é a filha do personagem principal. Ela também se apresentou temporariamente como correspondente online para E! News.
Em maio de 2012, ela fundou seu próprio programa para adolescentes chamado "GIRL TALK", onde colaborou com a "Women On The Move Network" do Rancho Cucamonga. O primeiro seminário anual "GIRL TALK" foi realizado em julho de 2013. Atualmente Meagan reside em Los Angeles, onde continua sua carreira de atriz. Ela interpretou Lulu Pope no programa da ABC Family, Jane By Design. Em 2012 ela apareceu no filme Piranha 3DD, onde interpretou Ashley Sorby, que encontra um terrível fim. Tandy também apareceu no videoclipe de Trey Songz chamado Simply Amazing, do seu novo álbum Chapter V. Em junho de 2013, ela fez sua estréia na série de drama sobrenatural da MTV, Teen Wolf, onde ela interpretou o papel recorrente e favorito dos fãs de Braeden por 3 temporadas.
Em 2014, ela interpretou Sabrina na série adolescente dramática médica Red Band Society, cancelada após 10 episódios. Em 2015, ela se juntou ao elenco do seriado Survivor's Remorse, interpretando o papel recorrente de Allison Pierce, da segunda até a quarta temporada. Em 2016, Tandy interpretou Chantal na segunda temporada da dramática série de televisão UnREAL. Em 2019, entrou para o elenco principal da série da Arrowverse Batwoman, dando vida a personagem Sophie Moore, agente de alto nível dos Corvos e também ex-namorada de Kate Kane.

## Filmografia

### Filmes
| Ano  | Título                | Papel        | Notas           |
| ---- | --------------------- | ------------ | --------------- |
| 2008 | The Bobby Lee Project | Maya         | Filme para a TV |
| 2010 | Unstoppable           | Maya Barnes  |                 |
| 2012 | Piranha 3DD           | Ashley Sorby |                 |
| 2013 | Beverly Hills Cop     | Renee        | Filme para a TV |
| 2019 | The Trap              | Sasha        |                 |
| 2019 | Always a Bridesmaid   | Marissa      |                 |

### Televisão
| Ano       | Título                     | Papel          | Notas                                                               |
| --------- | -------------------------- | -------------- | ------------------------------------------------------------------- |
| 2009      | CSI: NY                    | Modelo #1      | Episódio: "Yahrzeit"                                                |
| 2009      | 90210                      | Savanna        | Episódio: "One Party Can Ruin Your Whole Summer"                    |
| 2009      | Secret Girlfriend          |                | Episódio: "You Learn to Appreciate Life"                            |
| 2010      | 10 Things I Hate About You | Erin           | Episódio: "Changes"                                                 |
| 2010      | Dark Blue                  | Rita           | 2 episódios                                                         |
| 2011      | CSI: Miami                 | Cynthia        | Episódio: "Last Stand"                                              |
| 2011      | Zeke and Luther            | Tasha          | Episódio: "Skater Girl Island"                                      |
| 2011      | Single Ladies              | Tonya          | Episódio: "Take Me to the Next Phase"                               |
| 2012      | Jane By Design             | Lulu Pope      | Papel principal, 13 episódios                                       |
| 2013–2016 | Teen Wolf                  | Braeden        | 3ª temporada; convidada 4ª e 5ª temporada, 13 episódios; recorrente |
| 2013      | Baby Daddy                 | Vanessa        | Episódio: "All's Flair in Love and War"                             |
| 2013      | Necessary Roughness        | Hannah Stokes  | Episódio: "The Game's Afoot"                                        |
| 2014      | Red Band Society           | Sabrina        | Episódio: "Know Thyself"                                            |
| 2014      | NCIS: Los Angeles          | Sierra Fisher  | Episódio: "Leipei"                                                  |
| 2014      | Stalker                    | Annie          | Episódio: "The Haunting"                                            |
| 2015–2017 | Survivor's Remorse         | Allison Pierce | Papel recorrente, 16 episódios                                      |
| 2016      | UnREAL                     | Chantal        | Papel principal, 2ª temporada                                       |
| 2017      | The Mayor                  | Danielle       | Episódio: "Will You Accept this Rose?"                              |
| 2017      | 9JKL                       | Toni           | Episódio: "The Family Plot"                                         |
| 2018      | Charmed                    | Summer         | 2 episódios                                                         |
| 2019–2022 | Batwoman                   | Sophie Moore   | Elenco principal; 49 episódios                                      |

### Vídeos de músicas
| Ano  | Título           | Artista    | Papel     |
| ---- | ---------------- | ---------- | --------- |
| 2012 | "Simply Amazing" | Trey Songz | Lead Girl |